# Molekylär mimicry
Molekylär mimicry är en teori om att bakterier orsakar B- och T-celler att korsbinda till kroppsegna antigen, då bakterierna kamouflerar sig som kroppslika ytproteiner. Detta är en trolig bakomliggande orsak till många former av autoimmunitet, eftersom de vita blodkropparna sedan attackerar kroppsegna celler.